# Patinage de vitesse aux Jeux olympiques de 1956
Pour des articles plus généraux, voir Patinage de vitesse aux Jeux olympiques et Jeux olympiques d'hiver de 1956.
Navigation
Oslo 1952 Squaw Valley 1960
Le patinage de vitesse aux Jeux olympiques d'hiver de 1956 se déroule le 28 février 1956 à Cortina d'Ampezzo en Italie. L’épreuve masculine de patinage de vitesse fait partie des épreuves olympiques depuis les premiers Jeux olympiques d’hiver qui ont eu lieu à Chamonix en France en 1924.

## Format des épreuves
Aux Jeux de Cortina d'Ampezzo, il y a 4 épreuves de patinage de vitesse chez les hommes :
- 500 m
- 1 500 m
- 5 000 m
- 10 000 m

## Podiums

### Hommes
| Épreuves | Or                             | Argent           | Bronze           |
| -------- | ------------------------------ | ---------------- | ---------------- |
| 500 m    | Yevgeny Grishin                | Rafael Grach     | Alv Gjestvang    |
| 1 500 m  | Yevgeny Grishin Yury Mikhailov | -                | Toivo Salonen    |
| 5 000 m  | Boris Shilkov                  | Sigvard Ericsson | Oleg Goncharenko |
| 10 000 m | Sigvard Ericsson               | Knut Johannesen  | Oleg Goncharenko |

## Tableau des médailles
| Rang  | Nation           | Or | Argent | Bronze | Total |
| ----- | ---------------- | -- | ------ | ------ | ----- |
| 1     | Union soviétique | 4  | 1      | 2      | 7     |
| 2     | Suède            | 1  | 1      | 0      | 2     |
| 3     | Norvège          | 0  | 1      | 1      | 2     |
| 4     | Finlande         | 0  | 0      | 1      | 1     |
| Total | Total            | 5  | 3      | 4      | 12    |